# The World’s Best Boyfriend
The World’s Best Boyfriend (jap. 理想的ボーイフレンド, Risōteki Boyfriend) ist eine Mangaserie von Umi Ayase, die von 2016 bis 2018 in Japan erschien. Das Werk ist in die Genres Shōjo, Drama und Romantik einzuordnen und wurde in mehrere Sprachen übersetzt.

## Inhalt
Wie andere Mädchen in ihrer Klasse ist Yusa Tachikawa in ihren beliebten Mitschüler und Basketballspieler Nishizaki verliebt. Der dominante, etwas selbstverliebte Junge ist genau ihr Typ. Doch als sie mit ihrer Freundin Nanami Sugio darüber sprechen will, merkt sie, dass diese auch in Nishizaki verliebt ist. Um sie nicht zu verletzen, nennt Yusa ihren ruhigen Klassenkameraden Kaede Haruta als ihren neuen Freund. Und der spielt auch mit, weil er Yusa noch etwas schuldet. Nachdem Nanami Nishizaki erfolgreich ihre Liebe gestanden hat, ist Kaede dann auch der, bei dem Yusa ihren Liebeskummer loswerden kann. So verbringen die beiden immer mehr Zeit miteinander, Yusa vergisst ihre Liebe zu Nishizaki und findet immer mehr Gefallen an Kaede.

## Veröffentlichung
Die Serie erschien zunächst von 2016 bis 2018 im Magazin Bessatsu Margaret. Dessen Verlag Shūeisha brachte die Kapitel danach auch gesammelt in sieben Bänden heraus. Der sechste Band der Reihe verkaufte sich in der ersten Woche fast 20.000 Mal und gelangte damit auf Platz 44 der Manga-Verkaufscharts.
Der Manga erschien von Juli 2019 bis Januar 2020 bei Tokyopop auf Deutsch. Eine französische Übersetzung wird von Soleil herausgegeben.